# Philinoglossidae
Famille
Synonymes
- Plusculidae Franc, 1968[1]

Les Philinoglossidae sont une famille de gastéropodes de l'ordre des Cephalaspidea (limaces de mer).

## Systématique
La famille des Philinoglossidae est attribuée à Helmut Hertling (d) en 1932.

## Liste des genres
Selon World Register of Marine Species (27 novembre 2021) :
- genre Abavopsis Salvini-Plawen, 1973 -- 1 espèce
- genre Philinoglossa Hertling, 1932 -- 4 espèces
- genre Pluscula Er. Marcus, 1953 -- 1 espèce
- genre Sapha Marcus, 1959 -- 1 espèce